# Passion, Pain & Pleasure
Passion, Pain & Pleasure es el cuarto álbum de estudio del cantante y rapero estadounidense Trey Songz. Fue estrenado el 14 de septiembre de 2010 por Songbook y Atlantic Records. Tras su lanzamiento, Passion, Pain & Pleasure tuvo críticas positivas de los críticos más música. Songz promovió el álbum a través de su gira de verano 2010 con el cantante de R & B Monica.
El álbum debutó en el número 2 de la Billboard 200, vendiendo 240.000 copias en su primera semana. Ha recibido comentarios positivos de la mayoría de los críticos.

## Lanzamiento y promoción
El primer sencillo del álbum, "Bottoms Up", con la colaboración de Nicki Minaj, fue lanzado el 27 de julio de 2010. El video fue filmado el 31 de julio de 2010 y fue estrenado el 17 de agosto en BET. Alcanzó el número 3 de la Hot R&B/Hip-Hop Songs. Debutó en la posición 22 de la Billboard Hot 100 y su máxima posición fue la 6.
"Can't Be Friends", el segundo sencillo, fue lanzado en agosto de 2010. El video fue filmado el 1 de agosto de 2010 y fue estrenado el 7 de septiembre.
"Unusual" y "Love Faces" serán lanzados simultáneamente como tercer sencillo.

## Lista de canciones
| N.º | Título                                                | Productor(es)                                        | Duración |  |
| 1.  | «Here We Go Again» (intro)                            | Troy Taylor, Jerren "J-Kits" Spruill                 | 0:40     |  |
| 2.  | «Love Faces»                                          | Troy Taylor, Edrick Miles                            | 4:02     |  |
| 3.  | «Massage» (con Drake)                                 | Troy Taylor, John "SK" McGee                         | 4:17     |  |
| 4.  | «Alone»                                               | Tha Bizness                                          | 3:31     |  |
| 5.  | «Bottoms Up»                                          | Kane Beatz, The Track Dealer, Bre Brown, Nicki Minaj | 4:02     |  |
| 6.  | «Pain»                                                | Troy Taylor, Romeo Taylor                            | 1:25     |  |
| 7.  | «Can't Be Friends» (con Fabolous)                     | Mario Winans                                         | 3:45     |  |
| 8.  | «Please Return My Call» (con Gucci Mane y Soulja Boy) | Troy Taylor, Mark "The Mogul" Jackson                | 3:57     |  |
| 9.  | «Made to Be Together»                                 | Eric Hudson, Andrew Clifton                          | 4:28     |  |
| 10. | «Pleasure»                                            | Troy Taylor, Romeo Taylor                            | 1:29     |  |
| 11. | «Red Lipstick»                                        | Troy Taylor, John "SK" McGee                         | 4:00     |  |
| 12. | «Unusual» (con Drake)                                 | Andrew "Pop" Wansel, Oak, Trey Songz, Ezekiel Lewis  | 3:32     |  |
| 13. | «Doorbell»                                            | Troy Taylor, John "SK" McGee                         | 3:56     |  |
| 14. | «Passion»                                             | Bei Maejor                                           | 1:24     |  |
| 15. | «Unfortunate»                                         | Noah "40" Shebib                                     | 3:49     |  |
| 16. | «Blind»                                               | Bei Maejor                                           | 4:06     |  |
| 17. | «You Just Need Me»                                    | Kane Beatz, J-Mike                                   | 3:34     |  |

| Bonus tracks |                 |               |          |  |
| N.º          | Título          | Productor(es) | Duración |  |
| 18.          | «Already Taken» | Polow da Don  | 3:58     |  |
| 19.          | «I Like Dat»    | Swizz Beatz   | 3:44     |  |

| iTunes Deluxe Version/Bonus Tracks Japón |                  |                                      |          |  |
| N.º                                      | Título           | Productor(es)                        | Duración |  |
| 18.                                      | «Panty Droppa»   | Troy Taylor, Patrick Hayes           | 3:52     |  |
| 19.                                      | «Love Me Better» | Jerren "J-Kits" Spruill, Troy Taylor | 3:39     |  |

## Listas

### Listas de posiciones
| Lista (2010)                          | Posición máxima |
| ------------------------------------- | --------------- |
| Canadian Albums Chart                 | 32              |
| French Albums Chart                   | 138             |
| Estados Unidos Billboard 200          | 2               |
| Estados Unidos Top R&B/Hip-Hop Albums | 1               |

| Lista (2011)                  | Posición máxima |
| ----------------------------- | --------------- |
| Australian Urban Albums Chart | 11              |
| Dutch Albums Chart            | 58              |

### Listas de fin de año
| Lista (2010)                 | Posición |
| ---------------------------- | -------- |
| Estados Unidos Billboard 200 | 52       |